# Daniel (film, 1983)
Pour les articles homonymes, voir Daniel.
Pour plus de détails, voir Fiche technique et Distribution.
Daniel est un film américano-britannique réalisé par Sidney Lumet et sorti en 1983. Le scénario est inspiré du roman The Book of Daniel d'E. L. Doctorow et s'inspire de l'historie vraie d'Ethel et Julius Rosenberg, accusés d'êtres des espions soviétiques et exécutés par les États-Unis en 1953.

## Synopsis
1950. En pleine guerre froide, les Américains Rochelle et Paul Isaacson sont accusés d'espionnage pour le compte de l'Union soviétique. Le couple est alors condamné à la peine de mort. Rochelle et Paul sont exécutés trois ans plus tard, laissant leurs deux enfants, Susan et Daniel, orphelins.
À la fin des années 1960, Susan est désormais devenue une militante très engagée, qui se lance — parfois un peu à l'aveugle — dans toutes les causes imaginables. Daniel mène quant à lui une vie bien plus rangée et traditionnelle. Marié, il est père d'un petit garçon. S'il a tout fait pour ne plus penser au sort réservé à ses parents, Susan n'a rien oublié et mène une vie remplie de contestation envers un pays qui selon elle écrase les citoyens les plus fragiles. Après la mort brutale de sa sœur, Daniel va finalement se pencher sur son passé et chercher à comprendre ses origines.

## Fiche technique
Sauf indication contraire, les informations mentionnées dans cette section peuvent être confirmées par la base de données cinématographiques IMDb,  présente dans la section « Liens externes ».
- Titre français et original : Daniel
- Réalisation : Sidney Lumet
- Scénario : E. L. Doctorow, d'après son roman The Book of Daniel
- Musique : Bob James
- Costumes : Anna Hill Johnstone
- Montage : Peter C. Frank
- Photographie : Andrzej Bartkowiak
- Production : Burtt Harris
- Sociétés de production : Paramount Pictures et World Film Services
- Société de distribution : Paramount Pictures
- Pays de production :  États-Unis,  Royaume-Uni
- Langue originale : anglais
- Genre : drame
- Durée : 130 minutes
- Dates de sortie : 
  - États-Unis : 26 août 1983
  - France : 7 mars 1984

## Distribution
- Timothy Hutton : Daniel Isaacson
- Mandy Patinkin : Paul Isaacson
- Lindsay Crouse : Rochelle Isaacson
- Ellen Barkin : Phyllis Isaacson
- Amanda Plummer : Susan Isaacson
- Edward Asner : Jacob Ascher
- Peter Friedman : Ben Cohen
- Lee Richardson : un reporter
- Carmen Mathews : Mme Ascher
- Tovah Feldshuh : Linda Mindish
- Julie Bovasso : Frieda Stein
- Joseph Leon : Selig Mindish
- John Rubinstein : Robert Lewin
- Colin Stinton : Dale
- Maria Tucci : Lise Lewin
- Will Lee : le juge

## Production

### Genèse et développement
Le scénario est inspiré du roman The Book of Daniel d'E.L. Doctorow, lui-même inspiré de l'historie vraie d'Ethel et Julius Rosenberg. L'auteur est très impliqué dans le projet et écrit lui-même le scénario du film. Il officie également comme producteur délégué et fait de nombreuses suggestions à Sidney Lumet. Ce dernier se montre très respectueux et réceptif à son travail. Voulant faire un film très réaliste proche du documentaire, Sidney Lumet fait de nombreuses recherches et s'entretient notamment avec des gardiens de prisons ayant assisté à l'exécution des Rosenberg et étudie en détail le fonctionnement d'une chaise électrique.

### Attribution des rôles
Timothy Hutton voulait absolument le rôle de Daniel et s'est rendu par ses propres moyens à New York pour s'entretenir avec Sidney Lumet. Contre l'avis de son agent, il refusera le rôle principal de Risky Business pour pouvoir jouer dans Daniel.
Il s'agit du dernier film de Will Lee, décédé en décembre 1982 quelque temps avant la sortie du film.

### Tournage
Le tournage a lieu fin 1982. Il se déroule à New York (notamment aux Kaufman Astoria Studios) ainsi qu'à East Haven dans le Connecticut .

## Accueil
À sa sortie, le film reçoit des critiques mitigées dans la presse américaine. Sur l'agrégateur américain Rotten Tomatoes, il récolte 43% d'opinions favorables pour 7 critiques et une note moyenne de 5,8⁄10. Dans une longue critique-analyse, Olivier Bitoun du site DVD Classik écrit notamment : « Certes naïf, parfois lourd dans ses effets, Daniel est une œuvre sincère et dont le profond humanisme provoque en nous une émotion vraie et durable. »
Le film ne récolte que 687 475 $ au box-office américain. Malgré cet échec commercial, Sidnet Lumet a déclaré que c'était l'un des films préférés dans sa propre filmographie.

## Analyse
Plus qu'une simple critique de l'Histoire des États-Unis, Sidney Lumet souhaite ici évoquer les relations entre parents et enfants. C'est le premier film que le cinéaste consacre à cette thématique. Il sera suivi de À la recherche de Garbo (1984), À bout de course (1988) et Family Business (1989). Sidney Lumet évoque malgré tout la liste noire sur laquelle figuraient des scénaristes avec lesquels il a collaboré dans le passé et accusés de communisme. Le film évoque les États-Unis des années 1950-60 mais également les « années Reagan ».
Dans le roman et le film, le couple a eu une fille et un garçon. Dans la réalité, Ethel et Julius Rosenberg ont eu deux fils : 
Robert et Michael Meeropol.